# 谢庆奎
谢庆奎（1943年7月2日2022年10月31日—），男，安徽全椒人，中国政治学家，北京大学政府管理学院教授、博士生导师。曾任中国政治学会理事。